# Guildfordia megapex
Guildfordia megapex là một loài ốc biển đã tuyệt chủng, thuộc họ Turbinidae.